# Revista de Filología Española
Revista de Filología Española (RFE) es una revista científica española sobre filología, dialectología y lingüística, cuyo primer tomo fue publicado el 1914 bajo la dirección de Ramón Menéndez Pidal.
Con una periodicidad semestral, alberga trabajos de filología española, y proporciona la información bibliográfica relacionada con sus contenidos que aparece en las revistas recibidas en la Biblioteca Tomás Navarro Tomás (CSIC). Se trata de una revista evaluada por expertos externos, escrita fundamentalmente en castellano, aunque admite artículos en otras lenguas románicas, con la aprobación de Consejo de Redacción.
La Revista de Filología Española, indexada en Web of Science, SCOPUS, CWTS Leiden Ranking, ERIH PLUS, REDIB y DOAJ, facilita el acceso sin restricciones a todo su contenido desde el momento de su publicación.

## Historia
Fundada por Ramón Menéndez Pidal, con el apoyo de Tomás Navarro Tomás, logró en pocos años un indudable prestigio internacional. En sus páginas aparecen investigaciones de los colaboradores de la Sección de Filología del Centro de Estudios Históricos, entre ellos Menéndez Pidal, Navarro Tomás, Américo Castro, Federico Onís Sánchez, Alfonso Reyes Ochoa, Amado Alonso, Dámaso Alonso, Rafael Lapesa, Alonso Zamora Vicente; también de los mejores especialistas extranjeros como Leo Spitzer, Friedrich Hanssen, Wilhelm Meyer-Lübke, Carolina Michaëlis de Vasconcelos, Alfred Morel-Fatio, Walther von Wartburg o Yákov Malkiel, entre otros muchos.
Las consecuencias de la guerra civil española afectaron a la Revista de Filología Española, que en 1937 deja de ser dirigida por Menéndez Pidal y su publicación sufre un paréntesis. Pero después de unos años difíciles, bajo la dirección de Damaso Alonso, desde 1947, logra remontar. Después, lo dirigieron Manuel Alvar López (1980-2000), Antonio Quilis (2000-2003), Pilar García Mouton (2005-2015) y María Jesús Torrens Álvarez. En los últimos años la revista aparece en posiciones destacadas en los principales índices de calidad de revistas de su especialidad y desde 2007 cuenta con una versión electrónica que ha contribuido a aumentar notablemente su difusión. Con motivo de sus cien años, la Editorial CSIC ha hecho accesibles a la Red los números de la revista entre 1954 y 2015, con lo que, a diferencia de lo que ocurre con otras revistas científicas, se pueden consultar de forma libre tanto los contenidos actuales, como los históricos.